# 桜町陣屋跡
座標: 北緯36度24分29秒 東経140度00分53秒 / 北緯36.40806度 東経140.01472度

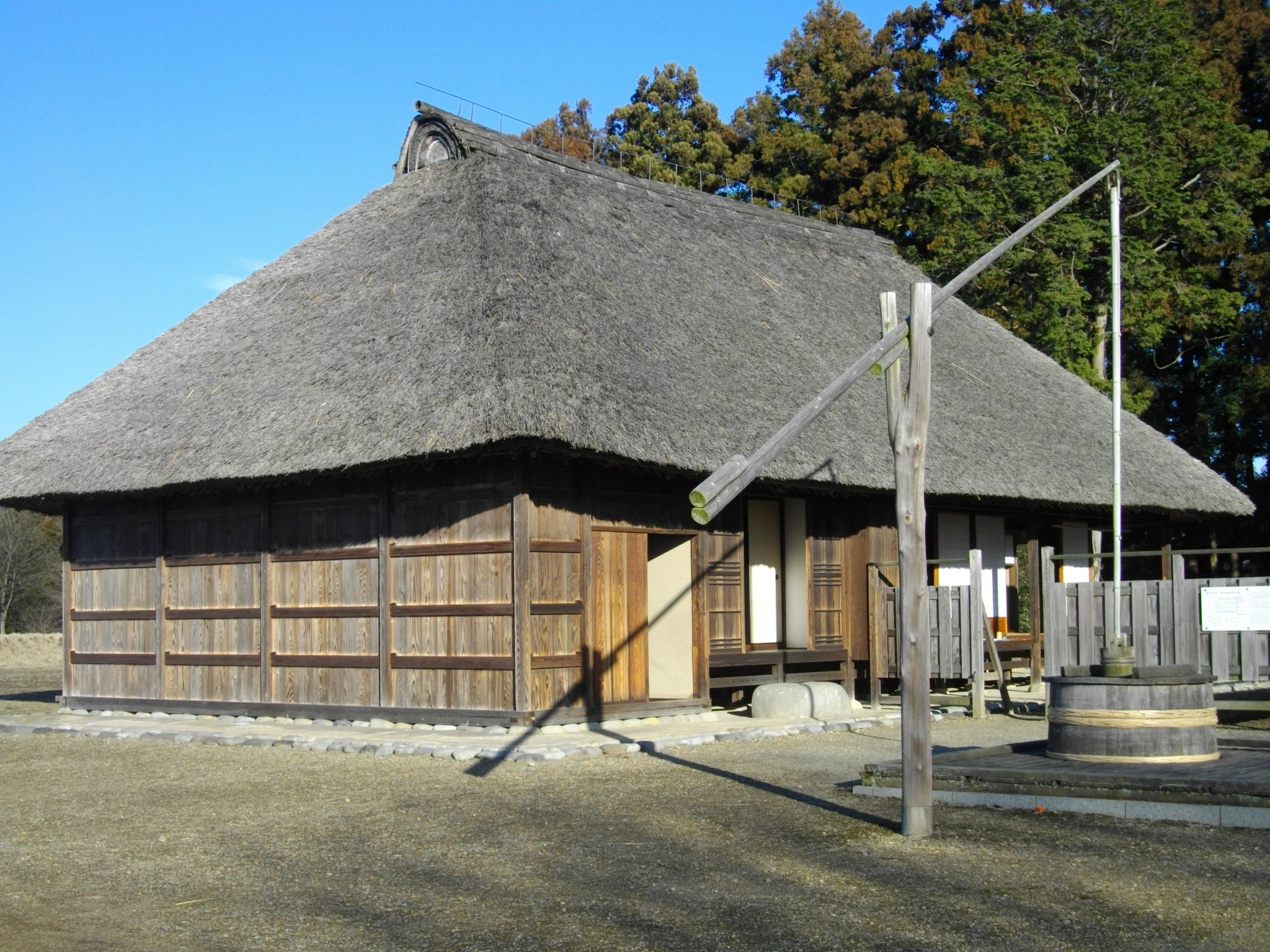
桜町陣屋

桜町陣屋跡（さくらまちじんやあと）は、栃木県真岡市物井にある江戸時代の陣屋遺跡である。1932年3月25日に国史跡に指定され、2005年7月14日に追加指定が行われた。二宮尊徳が36年間過ごした陣屋跡である。周辺は史跡公園として整備されている。尊徳資料館が隣接している。

## 解説
文化庁はこの陣屋跡について、次のように解説している。